# Портрет актрисы Жанны Самари
Портрет актрисы Жанны Самари (фр. Portrait de l'actrice Jeanne Samary) или Мечтание (фр. La Rêverie) — портрет молодой актрисы театра «Комеди Франсез», написанный Огюстом Ренуаром в 1877 году. Хранится в Москве, в Государственном музее изобразительных искусств им. А. С. Пушкина.
В 1877—1878 годах Ренуар написал четыре портрета Жанны Самари, каждый из которых и размерами, и композицией, и колоритом существенно отличается от других. Жанна Самари до своего замужества жила недалеко от мастерской Ренуара на улице Фрошо и часто приходила к нему позировать.
Работа была выставлена на Третьей выставке импрессионистов в 1877 году, где получила в основном негативную оценку. Позже картина стала частью коллекции Ивана Морозова, которая была конфискована Советским государством после Октябрьской революции.

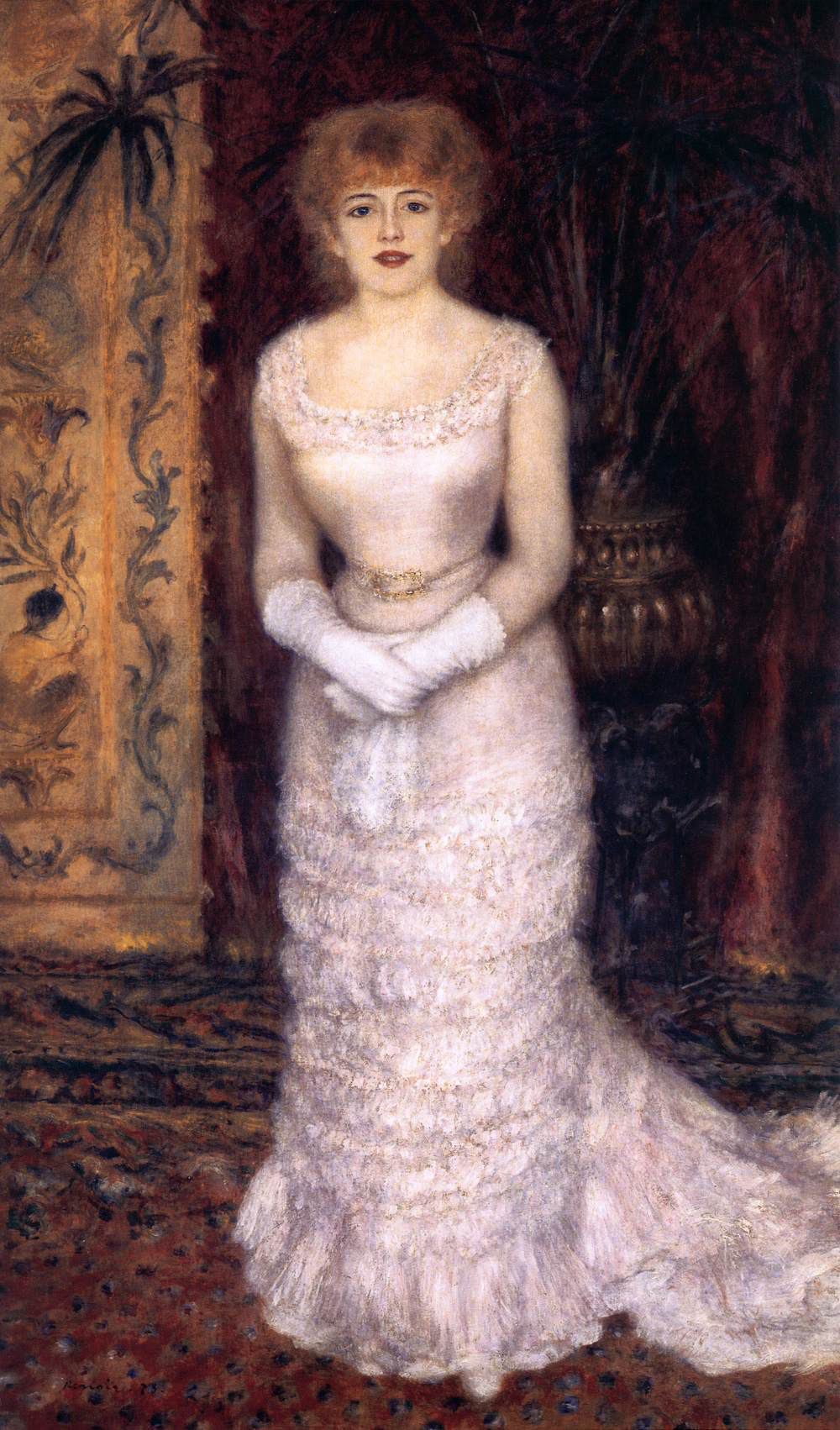
Портрет актрисы Жанны Самари. 1878. Холст, масло. Государственный Эрмитаж, Санкт-Петербург

Этот портрет считается одним из наиболее импрессионистических портретов во всём творчестве художника. Жанна, одновременно улыбающаяся и задумчивая, изображена в изысканном зелёно-голубом платье на розовом фоне. Актриса опирается подбородком на левую руку, запястье которой обрамлено браслетом. Её рыжеватые волосы чуть разлетаются в разные стороны. В этом портрете Ренуар сумел подчеркнуть лучшие черты своей модели: красоту, грацию, живой ум, открытый и непринуждённый взгляд, лучезарную улыбку. Основные цвета, составляющие колорит картины — оттенки розового и зелёного. Живописная манера художника в этой картине непринуждённая, кажется, что до небрежности, однако она создаёт атмосферу необычайной свежести, душевной ясности и безмятежности.